# Fryele
Fryele är kyrkby i Fryele socken i Värnamo kommun i Jönköpings län belägen nordost om Värnamo. Från 2015 avgränsar SCB här en småort.
I byn ligger Fryele kyrka.